# Birdie King
Birdie King (バーディーキング?, Bādī Kingu) è un videogioco arcade di golf edito nel 1982 dalla Taito. È caratterizzato da visuale dall'alto fissa e da controllo solo tramite trackball.
Il titolo è stato emulato per la prima volta nel 2022 sul Taito Egret II Mini, un cabinato miniaturizzato dedicato al retrogaming contenente circa settanta preinstallati classici della compagnia.

## Modalità di gioco
Birdie King introduce nove buche, le quali sono visualizzate dall'alto e si ingrandiscono quando ci si posiziona sul green. Il giocatore prende controllo della trackball, che determina la direzione e la forza del tiro in base alla velocità con cui si muove la sfera. Non sono presenti avversari controllati dal computer e in partita singola (o a turni) si compete solo per il punteggio. 
All'inizio di ogni partita, viene mostrato il campo da gioco nella sua interezza, con particolare attenzione alla bandierina (corrispondente alla buca) che sventola, la quale indica la direzione del vento. Il giocatore dovrà cercare di avvicinare la pallina il più possibile alla buca, puntando a raggiungere il green con il minor numero di colpi e calibrando con precisione la forza per gestire la distanza. Una volta che la pallina è sul green, inizia un'altra fase in cui l'obiettivo è farla finire dentro la buca. La mappa fornisce informazioni sulla distanza in metri dalla buca, il numero di stroke effettuati e il numero di par previsti. Ogni mossa deve essere eseguita entro un limite di tempo di 9 secondi; se scade prima che il giocatore faccia la propria scelta, la pallina verrà lanciata con forza casuale in una traiettoria specifica.
Come ostacoli non vi sono solo zone accidentate, bunker di sabbia, alberi e laghi. Tra di essi vi è anche un uccello che sorvola il campo da gioco, il quale fa cadere accidentalmente la pallina nel caso venisse colpito con la stessa. Lo stesso uccello qualche volta prende la pallina e lo porta in un bunker, ma ciò non compromette l'esito della partita.
Il gioco di base comprende solo nove campi di difficoltà crescente, ma altri di tipo "bonus" possono essere abilitate quando si riesce ad andare in buca con numero di tiri al di sotto del par. Al contrario la partita può terminare subito se si supera il par di un certo numero di tiri che dipende dalle impostazioni del cabinato, tre nel caso più difficile.

## Accoglienza
Negli Stati Uniti Birdie King ebbe un buon successo; nonostante localmente fosse prodotto dal piccolo fabbricante Monroe su licenza di Coin-It, poteva rivaleggiare per popolarità con alcuni giochi ben pubblicizzati dei grandi produttori.
Per quattro settimane fino all'8 settembre 1984, nella catena di sale giochi statunitense Fun-N-Games, si tenne il primo torneo "Classic" di Birdie King, che si fece notare per essere uno dei primi tornei di videogiochi a coinvolgere molti soggetti dell'industria nella sua organizzazione. Fu sponsorizzato dalla Monroe Distributing e dalla Fun-N-Games e promosso da molti operatori di arcade presso luoghi pubblici generici.

## Serie
Birdie King fu seguito da Birdie King 2 (o Birdie King II) e Birdie King 3, usciti rispettivamente nel 1983 e nel 1984, i quali migliorano nella grafica e mantengono lo stesso gameplay del predecessore. In entrambi i titoli i campi sono ora aumentati a diciotto.